# Bundeswirtschaftsrat
Der Bundeswirtschaftsrat war ein vorberatendes Organ der Bundesgesetzgebung in Österreich während der Zeit 1934–1938, die als autoritärer Ständestaat oder Austrofaschismus bezeichnet wird.
Die rechtliche Grundlage für den Bundeswirtschaftsrat wurde in der am 1. Mai 1934 in Kraft getretenen Maiverfassung gelegt. Darin waren als Organe der Bundesgesetzgebung die vorberatenden Organe Bundeswirtschaftsrat, Bundeskulturrat, Staatsrat, und Länderrat sowie die beschließenden Organe Bundestag und Bundesversammlung festgelegt. Damit sollte das demokratisch legitimierte Parlament ersetzt werden, das mit der Ausschaltung des Nationalrates im März 1933 sein Ende gefunden hatte.

## Zusammensetzung
In den Bundeswirtschaftsrat sollten laut Verfassung 70 bis 80 Vertreter der Berufsstände entsandt werden. Als „berufsständische Hauptgruppen“ galten:
- die Land- und Forstwirtschaft,
- die Industrie- und der Bergbau,
- das Gewerbe,
- der Handel und Verkehr,
- das Geld-, Kredit- und Versicherungswesen,
- die freien Berufe und
- der öffentliche Dienst.

Die Verfassung sah vor, dass die Verteilung der aus den Berufsständen entsandten Vertretern unter Berücksichtigung der Zahl ihrer selbständigen und unselbständigen Berufsangehörigen zu erfolgen habe. Die Zahl der Mitglieder wurde mit dem Bundesgesetzblatt 284 vom 9. Oktober 1934 mit 80 festgelegt und seine Zusammensetzung folgendermaßen geregelt: 29 Vertreter der Land- und Forstwirtschaft, 15 Vertreter von Industrie- und Bergbau, zwölf Vertreter des Gewerbes, neun Vertreter aus Handel und Verkehr, vier Vertreter des Geld-, Kredit- und Versicherungswesens, vier Vertreter der freien Berufe und sieben Vertreter des öffentliche Diensts. Mit dem Bundesgesetz 45/1935, ausgegeben am 6. Februar 1935, wurde die Gesamtzahl auf 82 erhöht, für das Geld-, Kredit- und Versicherungswesen sowie die freien Berufe waren nunmehr fünf Vertretern im Bundeswirtschaftsrat vorgesehen. Diese Änderung war eine Reaktion auf starke Kritik daran, dass Lois Weinberger nicht in das Gremium berufen worden war. Nach der Erhöhung der Mandatszahl wurde Weinberger Mitglied des Bundeswirtschaftsrats, das fünfte Mandat für die freien Berufe wurde nicht besetzt. Insgesamt gehörten dem Bundeswirtschaftsrat 90 Personen an, 70 davon durchgehend. Bei der Berufsbezeichnung für die Mandatare wurde nicht selten untertrieben, um der gewünschten Verteilung der Berufsgruppenangehörigen zu entsprechen. So wurden langjährige Gewerkschaftsfunktionäre im Bundeswirtschaftsrat als einfache Arbeiter geführt, Spitzengenossenschafter, Bürgermeister und Landtagsabgeordnete als einfache Landwirte, der Besitzer des größten Forstunternehmens der Steiermark als Vertreter der Land- und Forstarbeiter. Auf Proteste gegen verschiedene Ernennungen wurde (mit Ausnahme des Falles Lois Weinberger) nicht eingegangen.
Als Tätigkeitsdauer des Bundeswirtschaftsrates wurden sechs Jahre festgelegt. Der Bundespräsident konnte den Bundeswirtschaftsrat vorzeitig auflösen. Die Beschickung sollte während einer Übergangszeit durch Ernennung erfolgen, für die Zukunft war eine Wahl durch „berufsständische“ Bevölkerungskreise vorgesehen, zu der es jedoch nicht kam. Die Mitgliedschaft in der Vaterländischen Front (VF) war für die Ernennung in die Organe der Bundesgesetzgebung Voraussetzung, die Zustimmung des Führers der VF war erforderlich, damit ein VF-Mitglied ein entsprechendes Mandat bekleiden durfte. 20 Mandatare des Bundeswirtschaftsrates waren auch Funktionäre der VF. 34 Mandatare waren Mitglieder der Heimwehr. Knapp ein Drittel (27) der Mandatare waren Akademiker, mehrheitlich (15) Juristen. Mehr als die Hälfte der Mandatare (48) hatten bereits vor 1934 ein Mandat auf Gemeinde-, Landes- oder Bundesebene inne. 
Die Berufungen erfolgten auf Vorschlag des Bundeskanzlers Kurt Schuschnigg mit Entschließung des Bundespräsidenten Wilhelm Miklas am 31. Oktober 1934.

## Aufgaben
Die Pflicht der vorberatenden Organe war es, Gutachten über von der Regierung zugewiesene Gesetzesvorlagen zu erstellen. Der Bundeswirtschaftsrat hatte bei seinen Gutachten nur die wirtschaftlichen Interessen zu berücksichtigen. Die Regierung konnte festlegen, ob sie einen Gesetzesentwurf als wirtschaftlich betrachtete, und somit ein Gutachten durch den Bundeswirtschaftsrat erwirken oder vermeiden. Bei nicht als wirtschaftlich klassifizierten Gesetzesentwürfen hatte der Bundeswirtschaftsrat das Recht sogenannte „Freigutachten“ zu erstellen. Allerdings war die Regierung weder an die verpflichtend vorgeschriebenen, noch an die „Freigutachten“ gebunden. Nach Einlangen der Gutachten wurde eine Gesetzesvorlage im Bundestag eingebracht, wo sie entweder unverändert angenommen oder abgelehnt werden konnte (ausgenommen Bundesvoranschlag und Bundesrechnungsabschluss). Die Mehrzahl der Gesetze kam ohne die Mitwirkung den Bundeswirtschaftsrates zustande, die Regierung des autoritären Ständestaates erließ die Mehrheit der Gesetze mit Hilfe des Ermächtigungsgesetzes vom 30. April 1934 und umging damit die Organe der Bundesgesetzgebung.
Die Mitglieder der vorberatenden Organe besaßen keine parlamentarische Immunität. Sie hatten kein Recht auf Gesetzesinitiativen, auf Interpellation oder auf Untersuchungen. Ihre Sitzungen waren nichtöffentlich.
Der Bundestag wurde von den vorberatenden Organen beschickt, wobei der Bundeswirtschaftsrat 20 Abgeordnete stellte. Auf dem Papier bildeten die Mitglieder des Bundeswirtschaftsrates und die anderen vorberatenden Organe die Bundesversammlung, tatsächlich ist dieses Gremium jedoch niemals zusammengetreten.